# Sten (geologia)
Sten (gr. stenos – wąski, ograniczony) – najmłodszy okres mezoproterozoiku; trwał od 1200 do 1000 mln lat temu. Sten jest młodszy od ektasu, a starszy od tonu. W czasie trwania stenu formował się superkontynent Rodinia.